# F.F.F.
F.F.F. ist eine französische Crossover-Band. Die Abkürzung F.F.F. wird unterschiedlich ausgelegt: „Fédération Française de Fonck“ (in Anlehnung an die französische Fußballorganisation „Fédération Française de Football“) bzw. „French Funk Federation“, „Free For Fever“, „Furious Five du Finistère“ oder, wie sie einst im Musikmagazin Visions betitelt wurden, „Freaky Fucking Frenchmen“. Im Song „New Funk Generation“ vom Album „Blast Culture“ singen sie von der French Funk Federation.

## Geschichte
F.F.F. wurde 1987 von Sänger Marco Prince und Bassist Nicolas Niktub Baby gegründet und kombinierte u. a. Funk und Hip-Hop mit verschiedenen Spielarten von Alternative und Hardrock.
Bei dem Festival „Transmusicales“ in Rennes wurde sie entdeckt und kam bei der Plattenfirma Columbia unter Vertrag, wo sie das erste Album mit Bill Laswell aufnahm. Danach folgte eine wechselhafte Karriere, die nach dem vierten Studioalbum Vierge auf Eis gelegt wurde.
Im Sommer des Jahres 2007 fand sich die Band in der Originalbesetzung (allerdings ohne Philippe Herpin) für einen Auftritt bei einem Festival zusammen.
In ihrem sozialen Engagement beteiligten sie sich auch am Soundtrack des Films La Haine (dt.: Hass), der Probleme zwischen verschiedenen sozialen Gruppen darstellt.

## Diskografie
- 1990: Blast Culture
- 1993: Free For Fever
- 1996: FFF
- 1997: Vivants (live)
- 2000: Vierge
- 2023: I Scream